# 家庭主夫
家庭主夫（英語：Househusband; Stay-at-home dad），又譯全職爸爸，簡稱主夫，是已婚男性所從事的職業，指全職照顧家庭、不外出工作的男性，由妻子在外工作，妻子的工作所得為家庭的主要收入來源。主夫的服務對象乃家庭成員，包含妻子、兒女，及與家庭同住的家人或及家族成員。反之由丈夫及其他家庭成員出外賺錢養家的婦人則稱家庭主婦。
此種職業非由人力市場招聘到。勞動報酬表面是無償的，不過也由《婚姻法》保障主夫的權益，例如遺產分配權、離婚權益等。

## 普遍观点

### 美國
大约23%的家庭主夫们认为，他们做家庭妇男的原因是他们无法找到适当的工作。家庭妇男中，高中毕业的人比例低于工作男性。且大部分的家庭妇男在工作时的收入要低于他们的妻子的收入。而并不是所有人都如此。他们自认为做家庭妇男的理由，大部分是：美国的养育孩子的费用正在急速增长，在一些州中，每个孩子一年所花费的托管所费用可达一万五千美元。多数家庭有两个或两个以上孩子，因此，由收入更高的那一方，即妻子去工作，是有恰当根据的。有时，妻子那一方不但收入更高，且职业展望性也更佳，这对整个家庭，甚至对孩子的未来教育和生活，都是更加有利的。
据调查，多数家庭主夫对自己的地位和工作表示满意，并为此感到自豪。他们认为这是在为孩子们作出的应当的牺牲。因为他们认为，在孩子们的生长和发育上，父母的作用十分重要，且必须要要有父母陪伴，至少在孩子年幼期间。父母双方都工作，将孩子们托在别人手里，并不使他们对孩子们的安危和教育十分放心。且与孩子长时间一起度过，使他们与孩子们建立亲密的关系，而这为他们的生活带来很大的满足感。
许多家庭主夫对被称为“妈咪先生”表示反感。实际上，许多家庭主夫利用闲空，做一些兼职或者在家工作，极力为家庭承担多一点的经济负担。他们为被误解为缺乏能力感到不平，并且更喜欢被称作孩子的“主要看护者”，即为了孩子而选择担当家庭主夫这一类的人。
但是有些家庭主夫却觉得家庭主夫这一角色往往不被社会看好，尤其在公共场所，如托儿所或游乐场这些家庭妇女与孩子这一组合占多数的地方，往往感到尴尬和难以合群。保守的人们公然反对这一种角色分配，认为男人的本分是养活家人，而不是照顾孩子。这些时限和看法是使一些家庭妇男感到气馁的元素。

## 支持觀點

### 女性也可以作为家庭经济来源
在传统家庭中，男人外出工作获得收入供养家庭，原因是在传统社会中，大部分的工作仰仗劳力，女性在这些方面有先天性不利，但是随着经济的进步以及社会分工的不断发展，适合女性的工作越来越多。并且教育的普及使得女性的知识水平得到了极大的提高，女性完全有机会挣到足够多的钱，所以如果女性能够获得充足的经济来源供养家庭，“女主外男主内”也没有什么不可以。

### 互换角色有助于家庭和谐
如今，女性的压力并不比男性小，很多女性需要同时兼顾事业和家庭，十分劳累。而男性在很大程度上一般主要关注事业对于家庭琐事及负担关注较少，对于女性顾家也有着更高的要求，所以在家庭内部往往会产生冲突，男性在家中服务一段时间，有助于帮助男性理解女性的辛苦，有助于家庭关系的内部和谐，也有助于女性减轻压力，促进身心健康。
关键在于男性的性格
不同的男性有着不同的性格，有的男性事业心强那么作为家庭主夫就会极大地打击他的自信心和自尊心，生活不会愉快，然而有的男性性情更温和也更顾家，相比于繁重的社会工作更愿意享受安宁的家庭环境，如果这样的男性有着一位性格互补的妻子，那么转身作为家庭主夫也是非常好的选择，两个人都从事自己喜欢做的事情也是一件美事。
可以作为厚积薄发的“潜伏期”
如果男性在一段时间内事业受挫，那么离开职场回家休息并给自己再充电也是不错的选择。很多男性在为同一家公司服务多年后实际上个人技能已与时代脱节，在职场中的上升空间也不是很大，那么在这个时候转而回家充电可以帮助男性充实技能、学习知识，为将来的进一步发展做好储备。

## 反对观点
一些人认为男性應負責養妻活兒，如果一个男人仅仅呆在家里照顾孩子、做家务，會失去男人尊严。并且在家里带的时间长了，就会和社会脱节，专业知识技能也会逐渐退化忘记，这对于一个男人的发展是非常不利的。有些則认为夫妻两个一起工作有助于家庭收入稳定。

## 参看
- 師奶
- 家務
- 家政
- 家傭
- 零家務
- 職業婦女
- 嫁妝
- 性別定型
- 性別分工